# Коренюк Василь
Коренюк Василь (псевдо «Палій», «Модест»), (нар.1919 с. Уїздці Мізоцький район тепер Здолбунівський район Рівненська область — пом. 12 грудня 1945, с. Романів, Рожищенський район, Волинська область) — член проводу ОУН(б) на ПЗУЗ, відповідальний співробітник референтури СБ проводу на ПЗУЗ.

## Життєпис

Командування ВО «Богун» разом з прибулими гостями в с. Будераж (Здолбунівський район) Здолбунівського району Рівненської області (грудень 1943 р.). Нижній ряд (зліва направо): шеф розвідвідділу (ШРВ) «Немо» (Андрій Кисіль); член проводу ОУН(б) «Іванів» (Омелян Логуш); керівник угорської місії до УПА підполковник Ференц Мартон; комендант запілля УПА-Північ «Горбенко» (Ростислав Волошин); командир ВО «Богун» «Еней» (Петро Олійник); керівник охорони делегації «Кропива» (Василь Процюк). Верхній ряд: заступник ШРВ «Палій» (Василь Коренюк); господарчий референт УПА-Північ «Зубатий» (Василь Мороз); шеф штабу ВО «Богун» «Черник» (Дмитро Казван).

Коренюк Василь народився в селянській сім'ї у селі Уїздці Мізоцького району тепер Здолбунівський район Рівненська область. Після закінчення початкової школи у рідному селі, вступив у Львівську гімназію. Закінчив гімназію, де вступив до Юнацтва ОУН. У 1938 році закінчив студії православної теології у Варшаві.
У 1939–1941 роках — вчитель фізкультури, потім директор неповно-середньої школи в с. Кунин Мізочського району (тепер Здолбунівський район),. Одружився з дочкою священика Вірою Федотовою у 1939 році.
Мобілізований у 1941 році до Червоної Армії, потрапив у німецький полон.
З весни 1943 року — в УПА, співробітник політико-пропагандистського відділу штабу Південної групи УПА (ВО «Богун»), одночасно працює у відділі військово-політичної розвідки референтури СБ. Керівник СБ на Кременеччині, співробітник референтури СБ крайового військового штабу Південь (*напевно мається на увазі Південна група*). Учасник бою під Гурбами.
З 1944 року — відповідальний співробітник референтури СБ проводу на ПЗУЗ, з 1945 року — член проводу на ПЗУЗ.

## Загибель
Загинув у бою з оперативно-військовою групою НКВС 12 грудня 1945 року в селі Романів Теремнівського району (тепер Рожищенський район) наведеними спецгрупою на чолі з керівником зв'язку Луцької округи ОУН(б) Кравчуком Й. «Твердим». В селі Романів Теремновського району Волинської області загинули всі члени проводу ОУН на ПЗУЗ, за винятком Козак Микола «Смока» та «Леміша».
Місце їх зимівлі видав НКВС охоронець Козак Микола «Смока» — «Чорний», який явився з повинною до НКВС, боячись репресій з боку СБ.

## Нагороди
- Згідно з Наказом Головного військового штабу УПА ч. 4/45 від 11.10.1945 р. працівник референтури СБ УПА-Північ Василь Коренюк – «Модест» нагороджений Срібним хрестом заслуги УПА.

## Вшанування пам'яті
- 14.10.2017 р. від імені Координаційної ради з вшанування пам’яті нагороджених Лицарів ОУН і УПА у м. Здолбунів Рівненської обл. Срібний хрест заслуги УПА (№ 004) переданий Василеві Коренюку, племіннику Василя Коренюка – «Модеста».